# Pseudophilautus oxyrhynchus
Pseudophilautus oxyrhynchus es una especie extinta de ranas que habitaba en Sri Lanka.  